# Stanley Weber

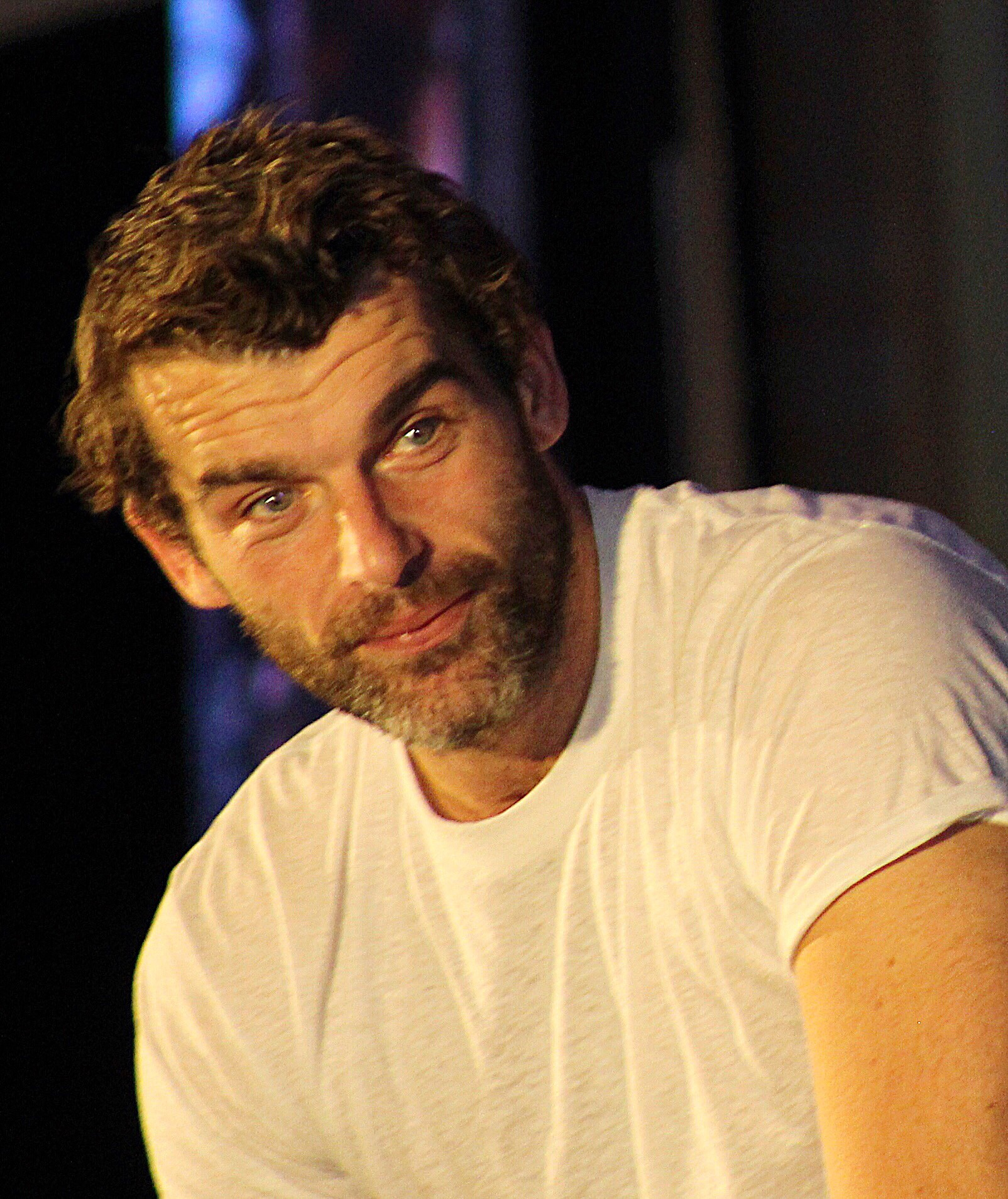
Stanley Weber auf einer Outlander Convention in Las Vegas (2018)

Stanley Weber (* 13. Juli 1986 in Paris) ist ein französischer Schauspieler.

## Leben
Weber ist der Sohn des Schauspielers Jacques Weber. Mit 14 Jahren entschied er sich nach einer Aufführung seines Vaters am Theater in Nizza, Schauspieler zu werden.
Mit 18 Jahren begann Weber das Studium an der Pariser Schauspielschule Cours Florent. Anschließend besuchte für ein Jahr die London Academy of Music and Dramatic Art. Parallel zu seinem Studium wirkte er als Darsteller und Co-Regisseur am Theater. Im Anschluss vertiefte er sein Studium am französischen Conservatoire national supérieur d’art dramatique.
2008 spielte er in dem Film Figaro, bei dem sein Vater als Regisseur agierte. 2009 übernahm der die Titelrolle im Dokudrama Louis XV – Der Abstieg eines Königs.
Größere Bekanntheit erlangte Stanley Weber vor allem durch seine Darstellung des Juan in der TV-Serie Borgia.
2015/16 spielte Stanley in der zweiten Staffel der US-Serie Outlander die Rolle des Le Comte Saint Germain.
An der Seite von Richard Armitage, Tom Holland und Jon Bernthal agierte Weber 2017 in dem mittelalterlichen Film Pilgrimage. Mit der „Compagnie de petits champs“ spielte Weber bis Mai 2018 in mehreren französischen Städte im Theaterstück Le pays lointain.
2018 war Weber in der Serie Britannia zu sehen, die als Co-Produktion von  Sky Original Production und Amazons Prime Video entstanden ist.

## Filmografie (Auswahl)

### Kino
- 2006: Mauvaise Prise
- 2007: À l’hôtel elle alla, elle le tu là
- 2007: Tim
- 2008: C’est la vie – So sind wir, so ist das Leben (Le premier jour du reste de ta vie)
- 2009: Qu’est-ce qu’on fait?
- 2010: Barfuß auf Nacktschnecken (Pieds nus sur les limaces)
- 2012: Thérèse (Thérèse Desqueyroux)
- 2013: Not Another Happy Ending
- 2013: Violette
- 2014: French Women – Was Frauen wirklich wollen (Sous les jupes des filles)
- 2015: Sword of Vengeance
- 2016: Paula
- 2017: Gottes Wege sind blutig (Pilgrimage)

### Fernsehen
- 2007: Le vrai coupable
- 2008: Figaro
- 2008: La dame de Monsoreau
- 2008: Juste un peu d’@mour
- 2009: Agatha Christie’s Poirot: Murder on the Orient Express
- 2009: Louis XV – Der Abstieg eines Königs (Louis XV, le soleil noir)
- 2010: Any Human Heart – Eines Menschen Herz (Any Human Heart)
- 2011–2012: Borgia
- 2012: Trap for Cinderella
- 2015–2016: Outlander
- 2018: Britannia
- 2019: Berlin Station (Staffel 3, Folge 6 und 7)
- 2019: Goldene Hochzeit mit Hindernissen (Noces d‘or)

## Theater
- 2012: Ithaka
- 2017–2019: Le pays lointain